# Cypraeovula edentula
Cypraeovula edentula, tên tiếng Anh: toothless cowrie, là một loài ốc biển, là động vật thân mềm chân bụng sống ở biển trong họ Cypraeidae, họ ốc sứ.

## Phân bố
Loài này phân bố ởdọc theo Tanzania và East Coast của Nam Phi.

## Hình ảnh

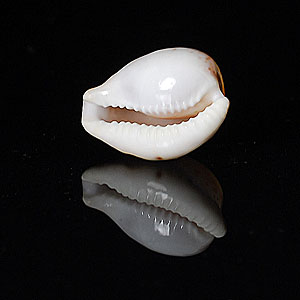
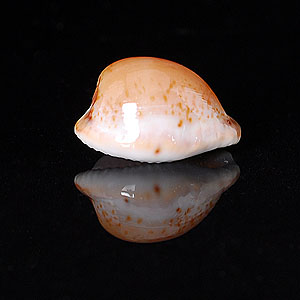
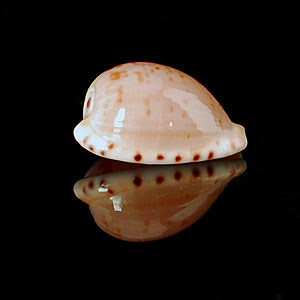
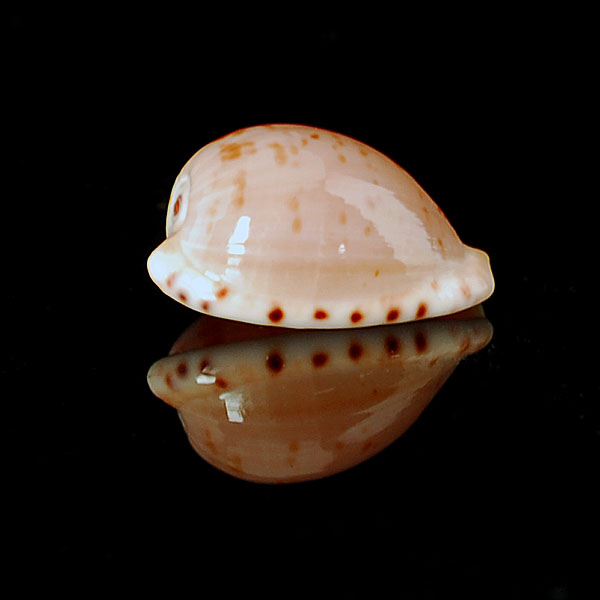